# Janowice (Sompolno)
Pour les articles homonymes, voir Janowice.
Janowice (prononciation : [janɔˈvit͡sɛ]) est un village polonais de la gmina de Sompolno dans le powiat de Konin de la voïvodie de Grande-Pologne dans le centre-ouest de la Pologne.
Il se situe à environ 8 kilomètres au sud-est de Sompolno (siège de la gmina), à 24 kilomètres au nord-est de Konin (siège du powiat) et à 111 kilomètres à l'est de Poznań (capitale régionale).
Le village possédait une population de 31 habitants en 2009.

## Histoire
De 1975 à 1998, le village faisait partie du territoire de la voïvodie de Konin.

Depuis 1999, Janowice est situé dans la voïvodie de Grande-Pologne.